# Seven Old Boys
El Seven Old Boys es un torneo oficial de Rugby 7 o Seven a Side correspondiente al Circuito de Seven a Side Arusa y es organizado por Old Boys.

## Campeones
| Año  | Copa     | Campeones            |
| ---- | -------- | -------------------- |
| 2012 |          | Universidad Católica |
| 2012 |          | Old Boys             |
| 2012 |          | Old John's           |
| 2012 | Estímulo | Alumni               |
| 2013 |          | PWCC                 |
| 2013 |          | UST Rugby            |
| 2013 |          | Alumni SC            |